# Philharmostes pseudobasicollis
Philharmostes pseudobasicollis is een keversoort uit de familie Hybosoridae. De wetenschappelijke naam van de soort is voor het eerst geldig gepubliceerd in 1979 door Paulian.